# Honduraská kuchyně

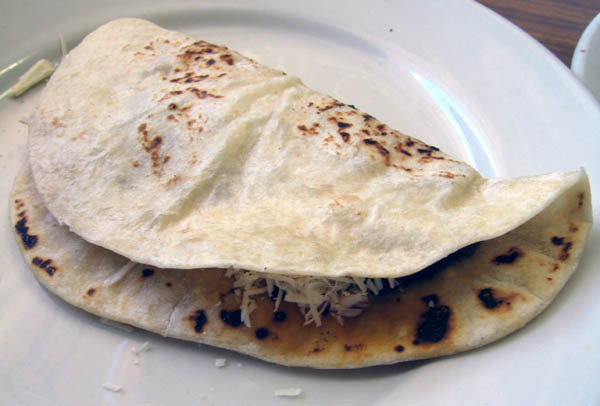
Baleada

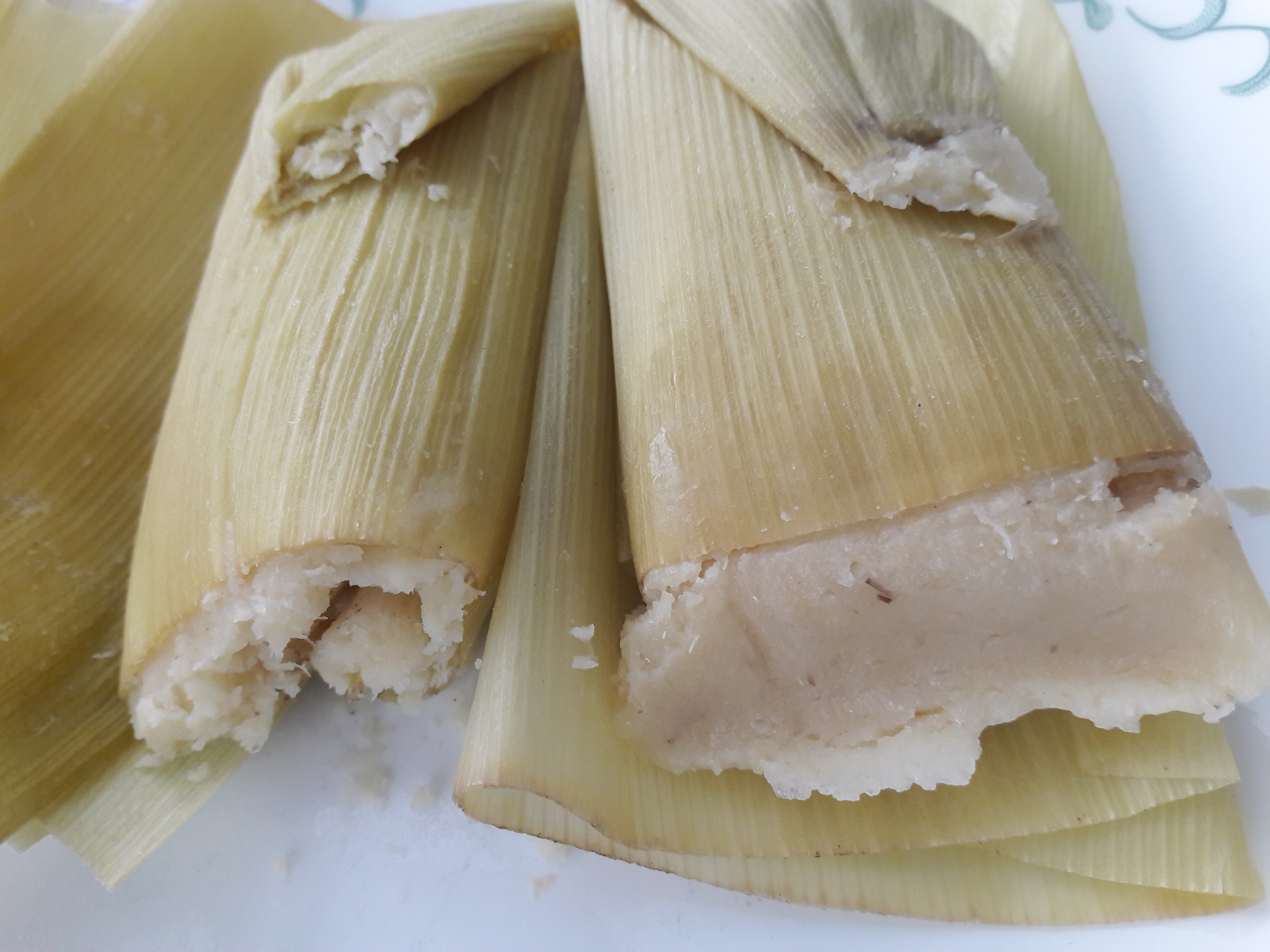
Tamales

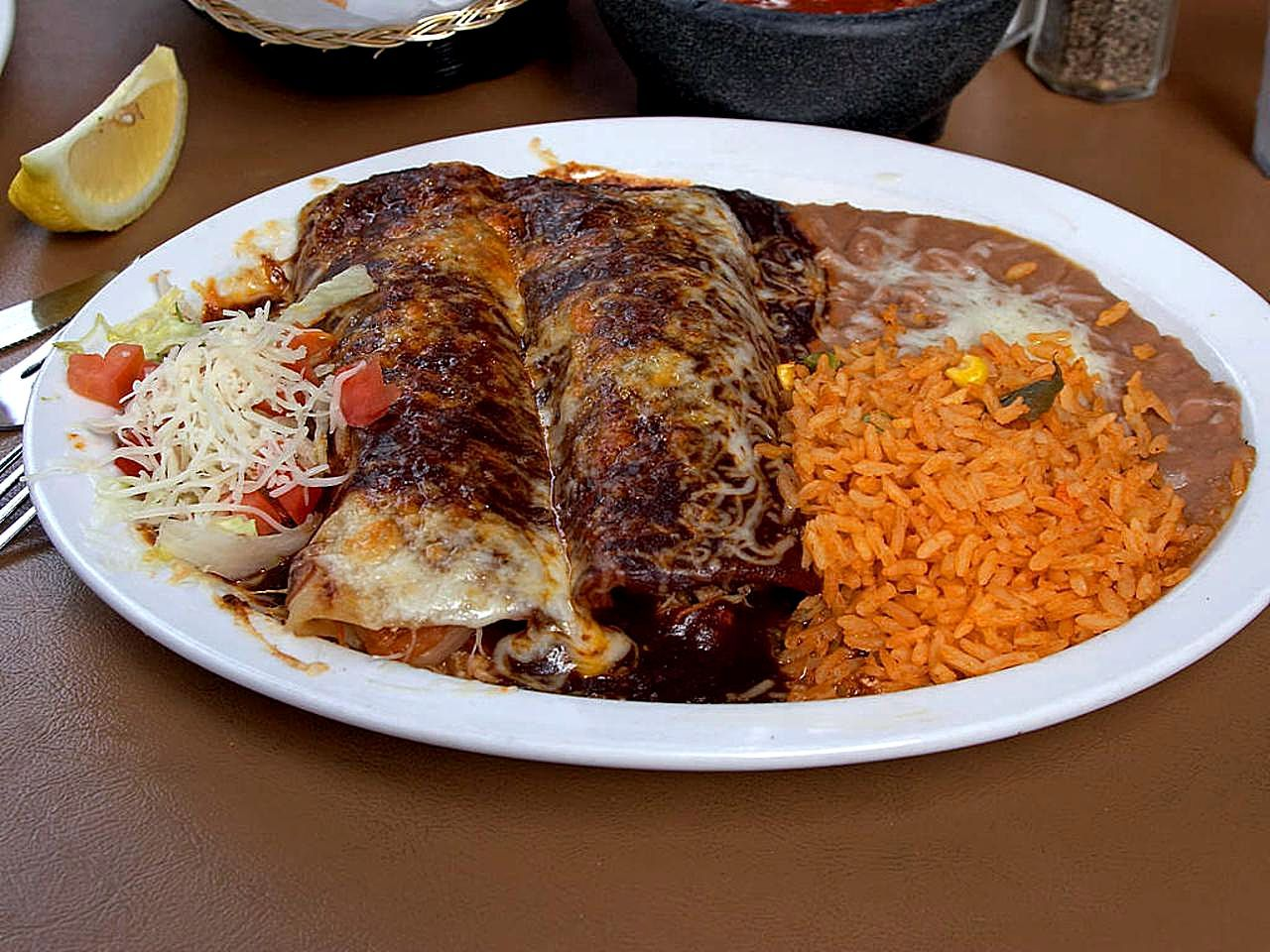
Enchilada

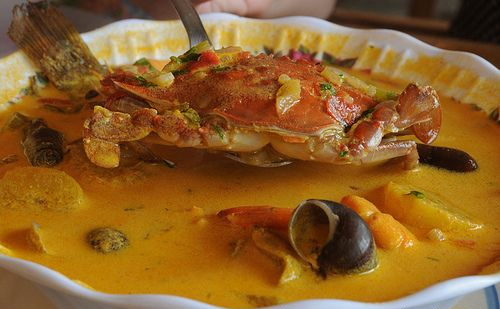
Tapado

Honduraská kuchyně (španělsky: Gastronomía de Honduras) je kombinací španělské kuchyně, africké kuchyně, karibské kuchyně, kuchyně mezoamerických Indiánů a v menší míře také kuchyně Garifunů. Mezi základní suroviny honduraské kuchyně patří fazole, rýže, plantainy, tropické ovoce, kokos, chilli, tortilly, maniok, maso (hovězí, kuřecí, vepřové) a také ryby a mořské plody (především v přímořských oblastech).
Mezi typické polévky patří fazolová, sopa de Mondongo (dršťková) nebo sopa de caracol (mušlová).

## Příklady honduraských pokrmů
Příklady honduraských pokrmů:
- Baleada, plněná tortilla prodávaná jako pouliční jídlo, rozšířená také v Salvadoru
- Sopa de caracol, polévka z mušlí, mušlového vývaru, kokosového mléka, manioku a plantainů
- Plato típico (v překladu typický pokrm), steak podávaný s plantainovými chipsy, zelím, fazolemi, smetanou a tortillou, obdoba mexické carnedy
- Rýže s fazolemi
- Tamales, plněná kukuřičná hmota podávaná v banánovém listě
- Enchilada, smažená tortilla podávaná s mletým masem, sýrem a omáčkou
- Anafre, dušené černé fazole se sýrem, podávané s kousky smažené tortilly
- Pinchos, špízy
- Tapado, polévka z dušené ryby, kokosového mléka a mořských plodů, specialita Garifunů a Islas de la Bahía[2]

## Příklady honduraských nápojů
Příklady honduraských nápojů:
- Agua fresca, nealkoholický nápoj z ovoce
- Rum
- Pivo